# Stazione di San Paolo
La stazione di San Paolo è una fermata ferroviaria posta sulla linea Messina-Siracusa. Serve la località di San Paolo, frazione del comune di Messina.

## Storia
La fermata di San Paolo venne attivata il 14 dicembre 2008.